# Александар Драговић
Александар Драговић (Беч, 6. март 1991) аустријски је фудбалер, српског порекла.

## Клупска каријера
Драговић је каријеру почео у Аустрији из Беча, за чији први тим је дебитовао у сезони 2008/09. У зимском прелазном року такмичарске 2010/11. прешао је у швајцарски Базел. Са Базелом је три пута освојио швајцарску Суперлигу док је једном био и освајач националног Купа.
У јулу 2013. потписао је петогодишњи уговор са Динамом из Кијева. У Динаму је провео наредне три године и током тог периода је учествовао у освајању две украјинске Премијер лиге, два украјинска Купа и једног Суперкупа.
У августу 2016. потписао је петогодишњи уговор са Бајер Леверкузеном. Након сезоне у клубу из Леверкузена, Драговић је такмичарску 2017/18. провео на позајмици у енглеском премијерлигашу Лестер Ситију. Након тога се вратио у Бајер Леверкузен у којем је остао до истека уговора на крају 2020/21. сезоне.
Крајем маја 2021. потписао је трогодишњи уговор са Црвеном звездом. По његовом истеку је напустио клуб као слободан играч. С екипом Црвене звезде, коју је током последње године уговора предводио као капитен, освојио је три дупле круне.
У бечку Аустрију вратио се 30. јула 2024. године.

## Репрезентативна каријера
Драговић је дебитовао за сениорску репрезентацију Аустрије 6. јуна 2009. на утакмици са Србијом у квалификацијама за Светско првенство 2010. године. Први гол за репрезентацију је постигао 18. новембра 2014. на пријатељској утакмици са Бразилом. Са Аустријом је играо на Европским првенствима 2016. и 2020. године. Свој 100. наступ за Аустрију је забележио 29. марта 2022. на утакмици са Шкотском.

## Приватни живот
Његови родитељи су из Умчара код Београда, а од малих ногу је навијач Црвене звезде.

## Трофеји
Базел
- Суперлига Швајцарске: 2010/11,[4] 2011/12,[16] 2012/13.[17]
- Куп Швајцарске: 2012.[18]

Динамо Кијев
- Премијер лига Украјине: 2014/15, 2015/16.[4]
- Куп Украјине: 2013/14, 2014/15.
- Суперкуп Украјине: 2016.

Црвена звезда
- Суперлига Србије (3): 2021/22,[19] 2022/23,[20] 2023/24.[21]
- Куп Србије (3): 2021/22,[22] 2022/23,[23] 2023/24.[24]